# 基督

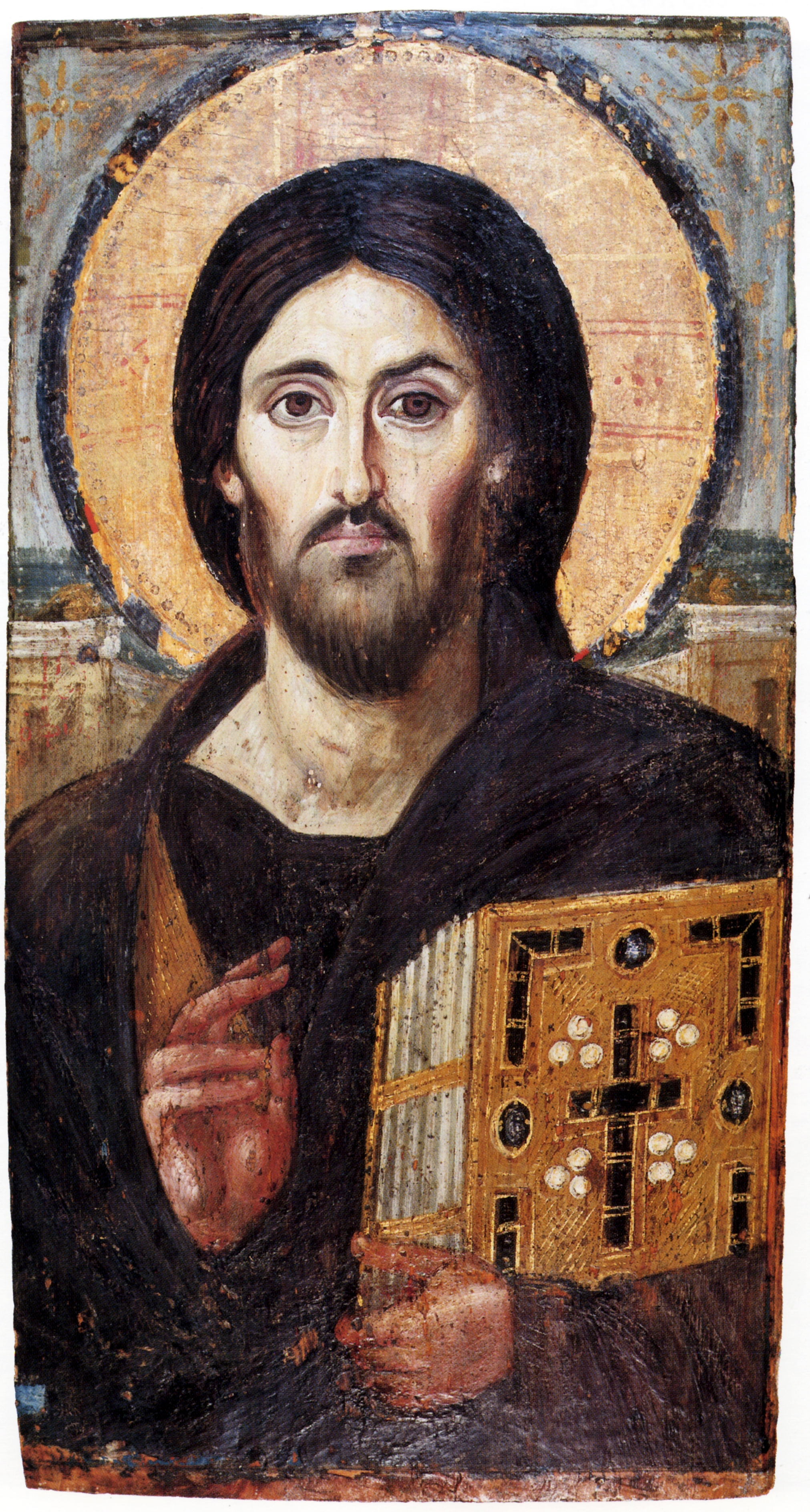

基督，是基利斯督或基利士督的省稱，来自希腊文（拉丁转写）（一说译自英文Christ），是亚伯拉罕诸教中的术语，原意是“受膏者”，也等同于希伯来文中的“‎”（彌賽亞，意为「受膏者」）。在《聖經》中基督是“拿撒勒的耶稣”之专有名稱，即“耶穌基督”（Jesus Christ）。
基督一词常被误认为是耶稣的姓，因为《聖經》中曾多次提到「耶稣基督」。相信耶稣基督的人被称作基督徒，因为他们相信並清楚知道耶稣是他们的救世主，也是《旧约》中所预言的弥赛亚。大部分犹太教徒反对这一观点，并仍然等待着弥赛亚的到来，而所有基督徒现正在等待基督耶穌的再临，从而验证弥赛亚预言餘下的内容。
基督教神學集中研究耶稣的身位、生活和工作等，只被称为基督学。

## 各宗教觀點

### 犹太教中的基督
根據希伯來人的信仰傳統，被（其他人用油）膏立是一種特別宗教儀式，意思指被選立的人，例如：祭司、君王及先知是神所選定的。在某些场合下一些器具也被油膏抹，用以预备宗教仪式。受膏的重要性，是因为设立圣职（代表会众到神面前赎罪）的需要，而得以强调。例如：「受膏的祭司要取些公牛的血带到会幕」（《利未记》）。在《希伯来圣经》之中，称为“弥赛亚”的多人不是神，无神性含义。犹太教与基督教在弥赛亚等一系列问题上都有分歧。

### 基督教中的基督
彌賽亞是《舊約聖經》中受膏者的意思，希臘文譯作基督。《舊約》時代的猶太人之中，只有三種職份才可以受膏，分別是君王，先知和祭司。不論在《舊約》或《新約》，只有耶穌同時兼備這三個身份，正因為耶穌是君王，是先知，也是祭司，所以耶穌就是真正的受膏者，也就是希臘文中基督的意思，故用來指代耶穌。
在《新約聖經》中，基督是指等候已久而來臨的救世主。聖靈如鴿子般降下，且有聲音被施洗約翰聽見，見證耶穌就是基督、就是舊約所有　神的子民素來所盼望的那位——彌賽亞。耶穌多次給他的門徒證明自己就是基督，並且在他受審時三次聲稱他就是基督。

### 伊斯兰教中的基督
伊斯兰教穆斯林稱耶穌基督為耶稣（爾撒），他是基督，即彌賽亞，更是一位早於穆罕默德的阿拉使者，儘管穆斯林相信耶稣是聖母瑪利亞所生，但他们不相信爾撒是上帝之子，他们也不相信耶稣死于十字架後復活，而是直接被安拉升上天堂了。
伊斯兰传统《聖訓》叙述爾撒会在世界末日时，由天國降临俗世：恢复正义、摧毁各種異端、叛教者與假弥赛亚（敌基督）以及伊斯兰教的敌人。

## 延伸阅读
- Jewish Encyclopedia 中的 Messiah 条目  （页面存档备份，存于）
- Jewish Encyclopedia 中的 Jesus of Nazareth 条目  （页面存档备份，存于）
- A. J. Maas, Origin of the Name of Jesus Christ, Catholic Encyclopedia  （页面存档备份，存于）
- Ludwig Ott, Fundamentals of Catholic Dogma, 1957.
- Paul A. Hughes, The Gnostic Christ: Gnosticism vs. Christianity
- The Etymological Derivation Of The Name "Christ", NZs Hare Krishna Spiritual Network  （页面存档备份，存于）